# نهر تالو
نهر تالو هو نهر في سولاوسي، إندونيسيا ويقسم النهر مدينة ماكاسار. هذا النهر يمر في منطقتين/مدينتين بين مدينة ماكاسار ومنطقة وصاية جوا، ويصب في مضيق ماكاسار. يبلغ طول هذا النهر 10 كم.